# Décès en mars 1965
Décès
- 1961
- 1962
- 1963
- 1964
- 1965
- 1966
- 1967
- 1968
- 1969

Pour une information complémentaire, voir la page d'aide.

| Date    | Nom            | Pays                | Activités       | Âge | Source |
| ------- | -------------- | ------------------- | --------------- | --- | ------ |
| 20 mars | Emilio Petacci | Drapeau de l'Italie | Acteur italien. | 79  |        |